# Myriam Sarachik
Myriam Sarachik (anglès: Myriam Paula Sarachik)  (Anvers, 8 d'agost de 1933 - Manhattan, 7 d'octubre de 2021) de soltera Morgenstein, va ser una física estatunidenca.
Va ser professora emèrita de física en el City College de Nova York des de 1995 i especialitzada en física experimental de matèria condensada a baixes temperatures.

## Biografia

### Educació
Myriam Sarachik va néixer a Anvers, Bèlgica. Era filla de Schloimo Morgenstein, un comerciant de diamants, i de Sarah Segal, jueus ortodoxos. El 1940, davant l'auge del nazisme, els seus pares van decidir fugir de Bèlgica cap a França, després a Cuba on va anar a classes a l'Havana. Va continuar els seus estudis a Nova York a la Bronx High School of Science, on va ser una de les primeres joves estudiants. El 1954, es va llicenciar en física al Barnard College. El 1957 va obtenir un màster en ciències a la Universitat de Colúmbia i el 1960 va defensar la seva tesi doctoral a la mateixa universitat.

### Carrera
Després del doctorat, Myriam Sarachik es va incorporar al laboratori d'investigació Watson d’IBM Research com a investigadora associada i va donar classes nocturnes al City College de Nova York. Després va ser nomenada membre del personal tècnic dels Bell Laboratories a Murray Hill, Nova Jersey, on va desenvolupar nombrosos experiments que han facilitat avenços en els camps del magnetisme i la superconductivitat. El setembre de 1964, va ser nomenada professora ajudant al City College de Nova York. El 1971, ja és professora a temps complet. El 1995, va ser nomenada professora emèrita. El 2003, va ser elegida presidenta de l'American Physical Society. El 2008, va ser elegida membre de la junta directiva de l'Acadèmia Nacional de Ciències.
La seva recerca es refereix a la superconductivitat, els aliatges metàl·lics desordenats, les transicions metall-aïllants en semiconductors, el transport per salt de sòlids i l'efecte túnel dels nanoimants.
Va ser molt activa en la defensa dels drets humans dels científics. És membre i presidenta de la Comissió Internacional per a la Llibertat dels Científics de l'American Physical Society. És membre del comitè de drets humans científics de l'Acadèmia de les Ciències de Nova York i membre de la junta del Comitè de científics preocupats. Va rebutjar una oferta de feina de Philips perquè li oferien un salari més baix pel fet de ser dona.

### Família
El 1954, es va casar amb Philip Sarachik, professor d’enginyeria elèctrica a la Universitat de Nova York..
El 1970, la carrera de Myriam Sarachik es va interrompre per un drama familiar. Un dia, tornant a casa, descobreix que la seva filla Leah, de 5 anys, la seva mainadera i el cotxe familiar havien desaparegut. La mainadera va segrestar el nen, la va conduir a Vermont i la va assassinar abans de suïcidar-se. El cos es va trobar després d'una intensa recerca, amb l'ajuda dels companys de Myriam Sarachik, en una paperera darrere d'una casa. Myriam Sarachik va abandonar la investigació en física durant més de deu anys.

## Distincions i honors
- Membre de l'Acadèmia Nacional de Ciències dels EUA
- Membre de l'Acadèmia Americana de les Arts i les Ciències
- Membre de l'American Physical Society[12]
- Membre de l'Associació Americana per a l'Avenç de la Ciència
- Membre de l'Acadèmia de Ciències de Nova York
- 1995:
  - Premi de l'alcalde de Nova York a l'excel·lència en matemàtiques, física i ciències de l'enginyeria
- 2005:
  - Premi L'Oréal-Unesco per a Dones a la Ciència
  - Premi Oliver-E.-Buckley de l'American Physical Society
- 2006: Doctorat honoris causa per l'Amherst College